# Schweizer Himalaya-Expeditionen 1952

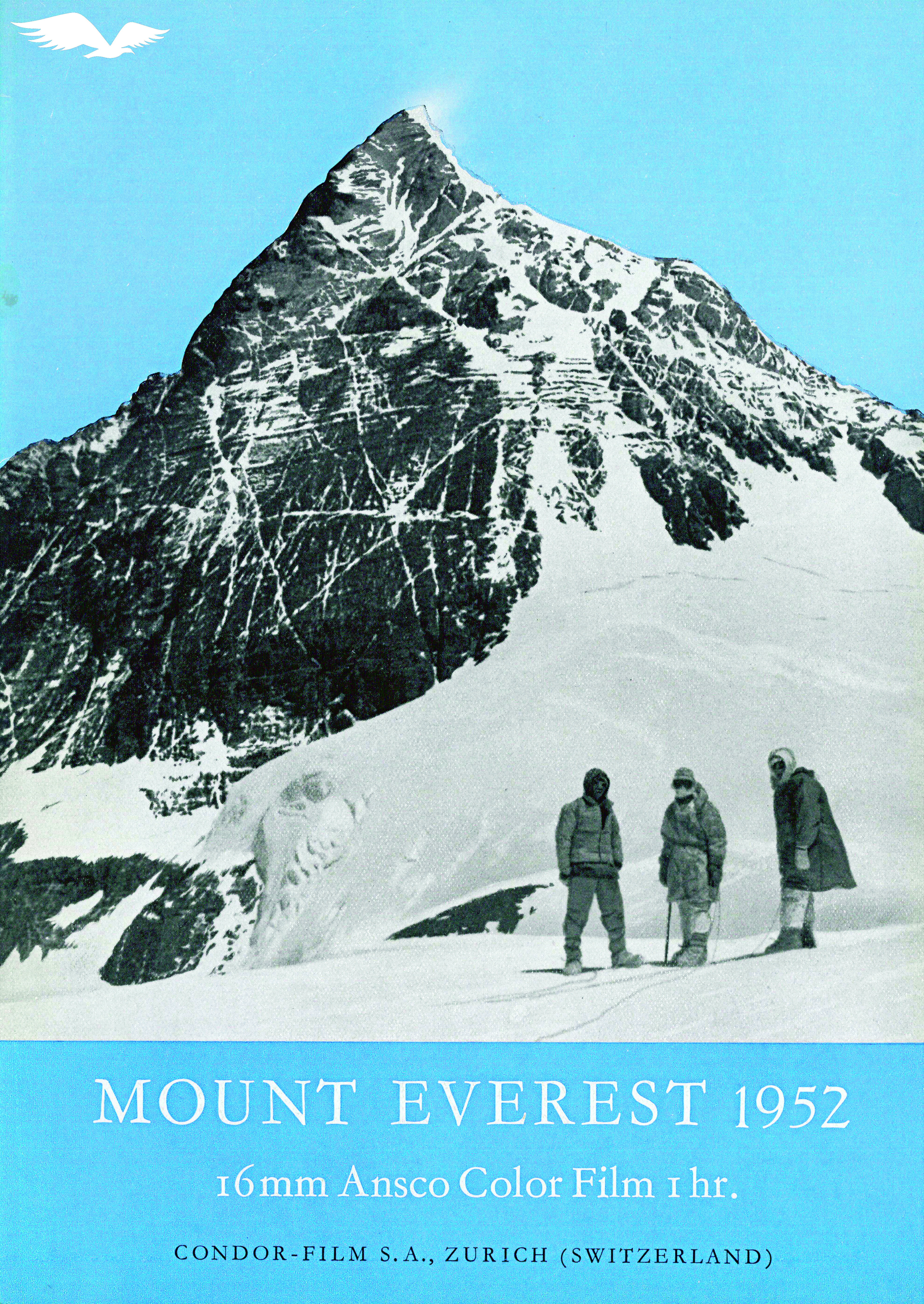
Filmplakat Mount Everest 1952

Die Schweizer Himalaya-Expedition im Frühjahr 1952 hatte die Erkundung des Zugangs zum Südsattel des Mount Everest zum Ziel. Raymond Lambert und Tenzing Norgay erreichten am 28. Mai auf dem Südostgrat eine Höhe von etwa 8600 m und stellten damit einen neuen Höhenrekord im Klettern auf. Die Expedition eröffnete eine neue Route zum Mount Everest und ebnete den Weg für Erfolge nachfolgender Expeditionen.
Die Schweizer Himalaya-Expedition im Herbst 1952 wurde nach Erreichen einer Höhe von etwa 8100 m am Mount Everest durch extreme Kälte zum Abbruch gezwungen. Bei dieser Expedition fertigte Norman Dyhrenfurth Filmaufnahmen an.

## Besteigungsversuche
Bis Mitte des letzten Jahrhunderts waren die Besteigungsversuche am Everest eine
rein britische Angelegenheit. Dabei erfolgten die Vorstösse jeweils von Tibet her, da das den Everest südlich begrenzende Königreich Nepal keine Fremden ins Land liess. Nach der chinesischen Rückeroberung 1950 wurde Tibet für Ausländer gesperrt. Nepal hatte sich gerade geöffnet und vergab nur eine Besteigungserlaubnis pro Jahr. 
Innerhalb der Schweizerischen Stiftung für Alpine Forschung (SSAF) bestanden schon seit 1940 Pläne für eine schweizerische Everest-Expedition. Dank guter Kontakte erteilte Nepal für das Frühjahr 1952 der Schweiz eine Expeditionsbewilligung.

## Expedition im Frühjahr 1952

### Teilnehmer

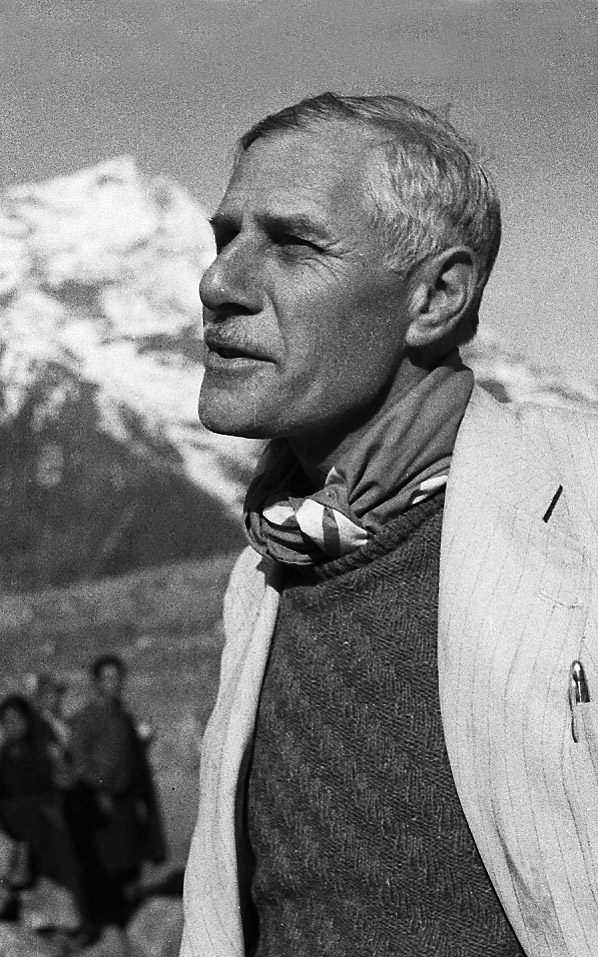
Edouard Wyss-Dunant

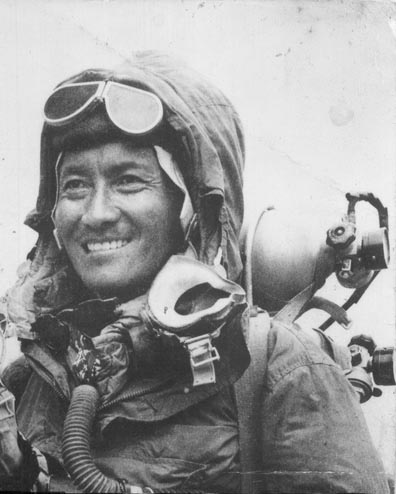
Tenzing Norgay (1953)

Mit der Expedition betraute die SSAF den Genfer Bergsteigerclub «L’Androsace». Die sogenannte «Genfer Expedition» wurde im Frühjahr 1952 unter der Leitung des Genfer Arztes Edouard Wyss-Dunant durchgeführt. Die anderen Schweizer Mitglieder waren René Dittert, Gabriel Chevalley, Jean-Jacques Asper, René Aubert, Léon Flory, Ernest Hofstetter, Raymond Lambert und André Roch. Als Sherpa nahm Tenzing Norgay teil.
Stadt und Kanton Genf unterstützten die Expedition finanziell und die Universität Genf stellte das wissenschaftliche Kontingent zur Verfügung.

### Begleitstudiengruppe Universität Genf
Augustin Lombard (Geologe), Albert Zimmermann (Botaniker), Marguerite Lobsiger-Dellenbach (Direktorin Ethnologisches Museum Genf).

### Aufstiegsroute
Die Aufstiegsroute von Nepal her wurde im Herbst 1951 von den Briten, darunter auch Edmund Hillary, erkundet. Sie machten einen Vorstoss über den Khumbu-Gletscher, wo sie fast zuoberst an einer mächtigen Querspalte scheiterten. 
Die Genfer durchstiegen den Khumbu-Eisabbruch in der letzten Aprilwoche 1952. Die grosse Eisspalte vor dem lang gezogenen Gletscherbecken (West Cwm) zwischen den Lagern II und III konnte mit einer einfachen Seilbrücke («Nepalbrücke») überwunden werden. Anschliessend durchquerten sie das Gletschertal und richteten das Lager V auf 6900 m am Fuss der Hänge unter dem Südsattel ein. Von dort stiegen sie über den nach ihnen benannten felsigen «Genfer-Sporn» über die rund 1000 m hohe Lhotse-Flanke zum Südsattel 7906 m (Lager VI) auf. Nun führte die Route über den Südostgrat zum Everest-Gipfel. 
Nach einer Nacht auf rund 8400 m in einem kleinen Zelt (Lager VII) und fast ohne Material, Getränke oder Nahrungsmittel, erreichten Tenzing und Lambert praktisch ohne Sauerstoff am 28. Mai etwa 8600 m, wo sie wegen Wetterverschlechterung (Vormonsum) und Kräftezerfall umkehren mussten.

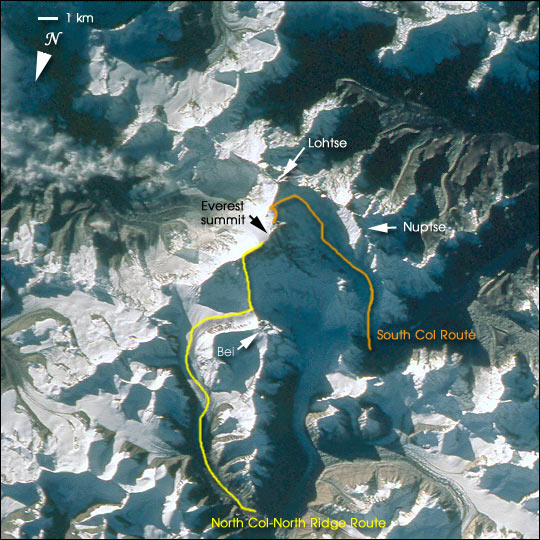
Aufstiegsrouten
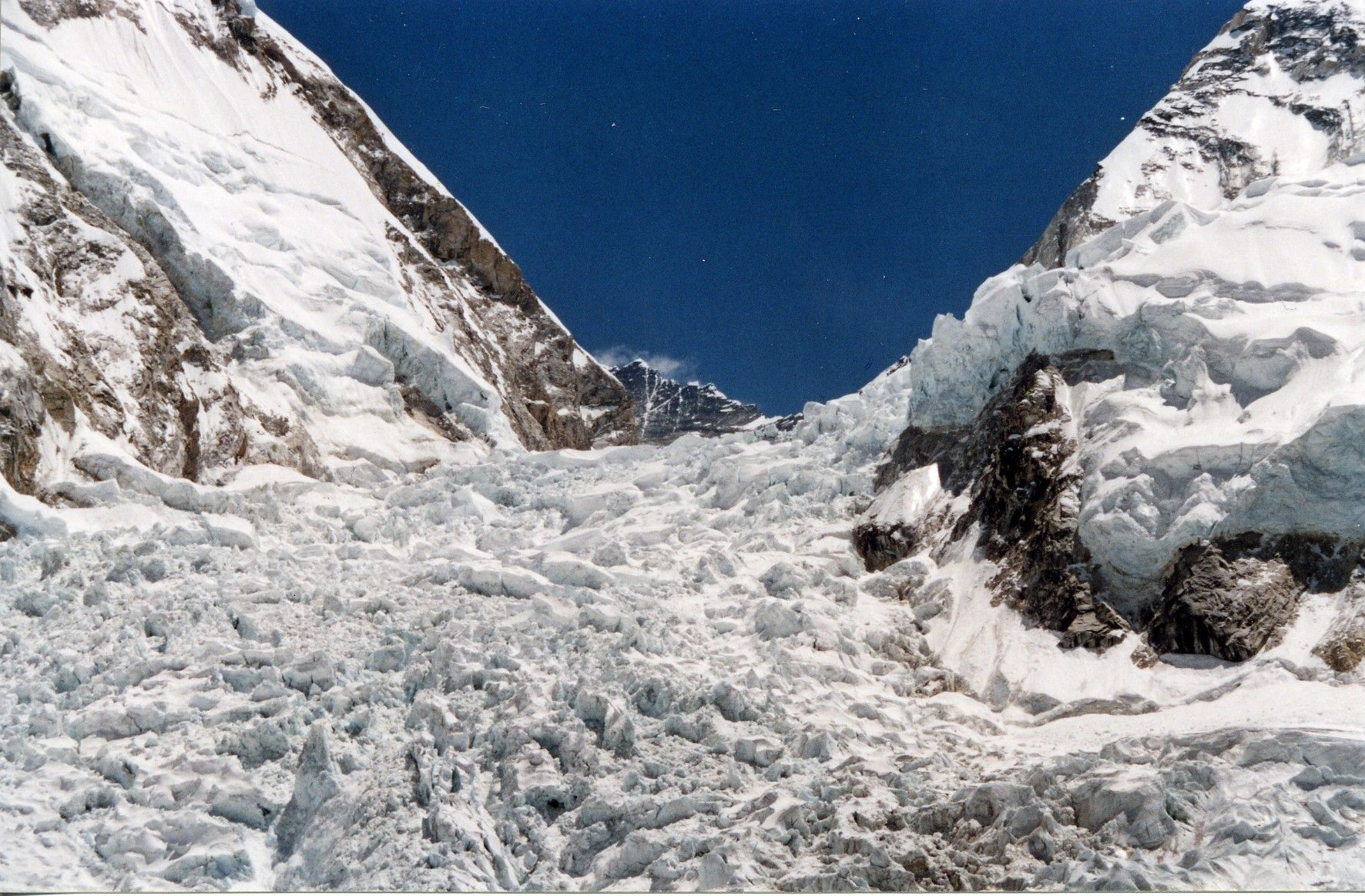
Khumbu-Eisabbruch
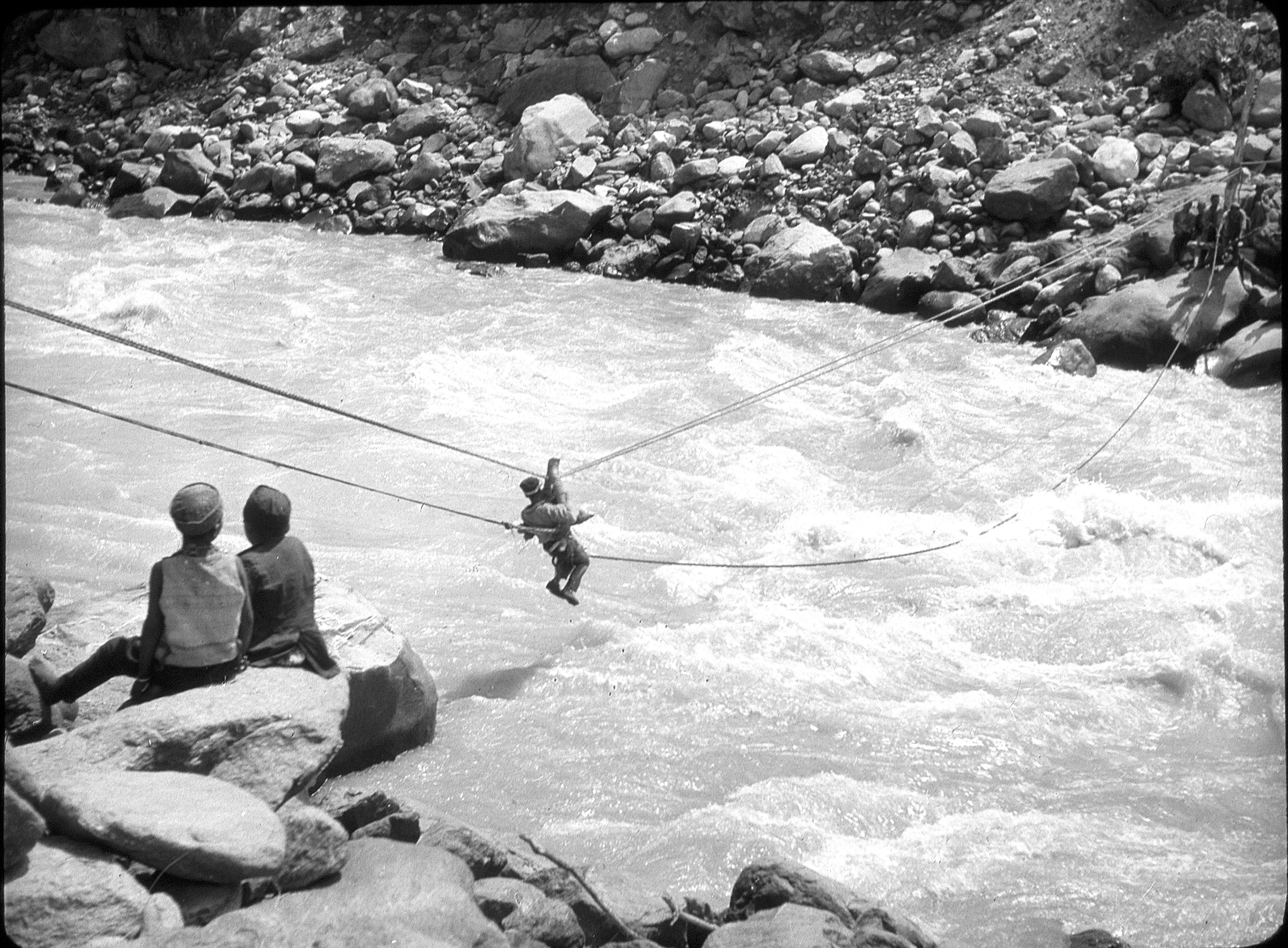
«Nepalbrücke» (1936)
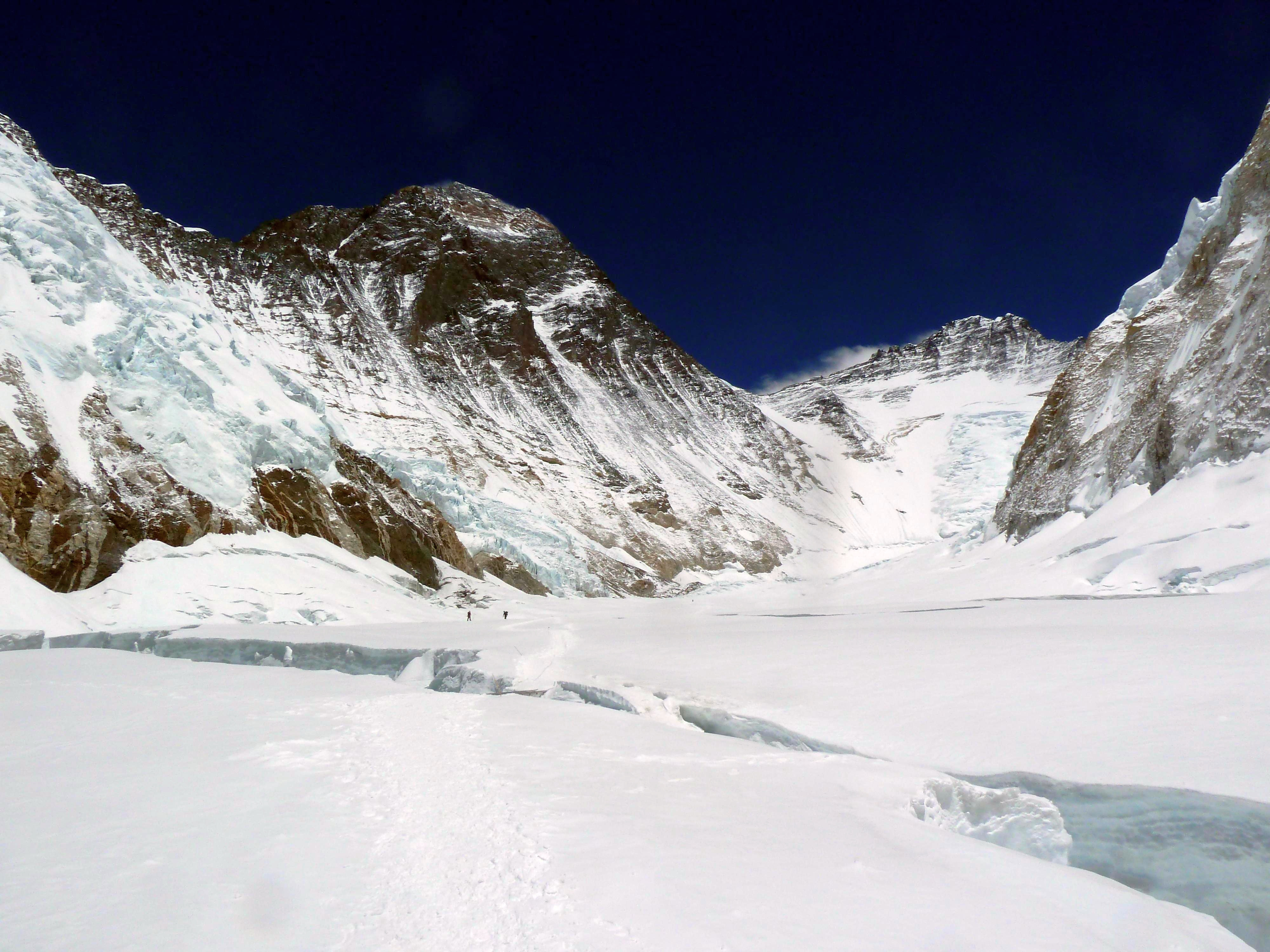
West Cwm: Tal des Schweigens
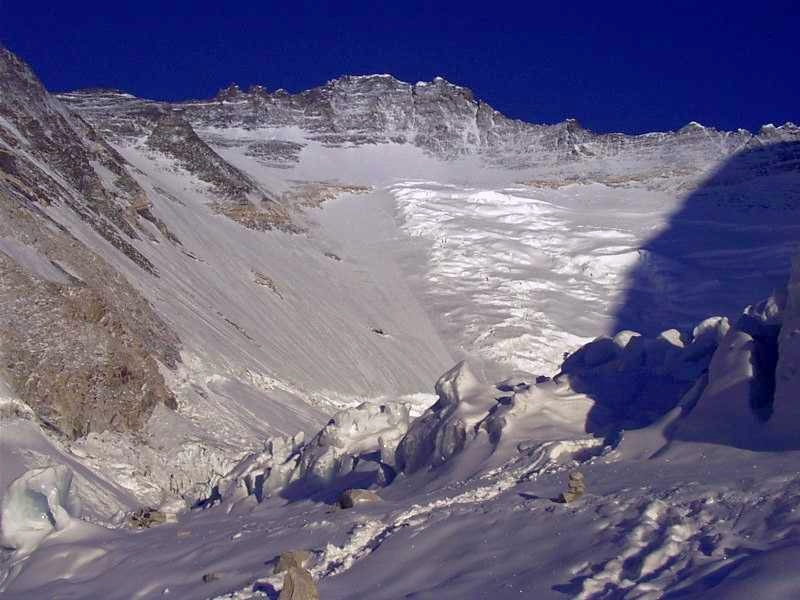
West Cwm mit Genfer Sporn

### Alpinistische Leistung
Die Genfer Expedition vom Frühjahr 1952 erbrachte eine alpinistische Spitzenleistung dank dem Willen, dem Durchhaltevermögen und der Leidensfähigkeit. Es gab noch keine höhenmedizinischen Erkenntnisse über die Bedeutung einer steten ausreichenden Getränkezufuhr, die Notwendigkeit von Erholungsphasen (regelmässige Abstiege in tiefere Regionen) und über die Symptome der Höhenkrankheit. Die dehydrierten Bergsteiger mussten gegen ihren zunehmenden Kräftezerfall ankämpfen. Die damaligen Sauerstoffgeräte waren fast nutzlos, da sie während des Gehens nicht funktionierten. Diese Erfahrungen und die Erkundung des Aufstiegsweges bis kurz vor den Gipfel halfen allen nachfolgenden Expeditionen. 
Ohne die Vorarbeit und die Erkenntnisse der Schweizer von 1952, stellte der britische Expeditionsleiter John Hunt fest, wäre der britische Gipfelerfolg 1953 nicht möglich gewesen. Zumal es Tenzing Norgay war, der mit dem Neuseeländer Edmund Hillary dann ganz oben stand.

### Vergleich mit der britischen Expedition 1953

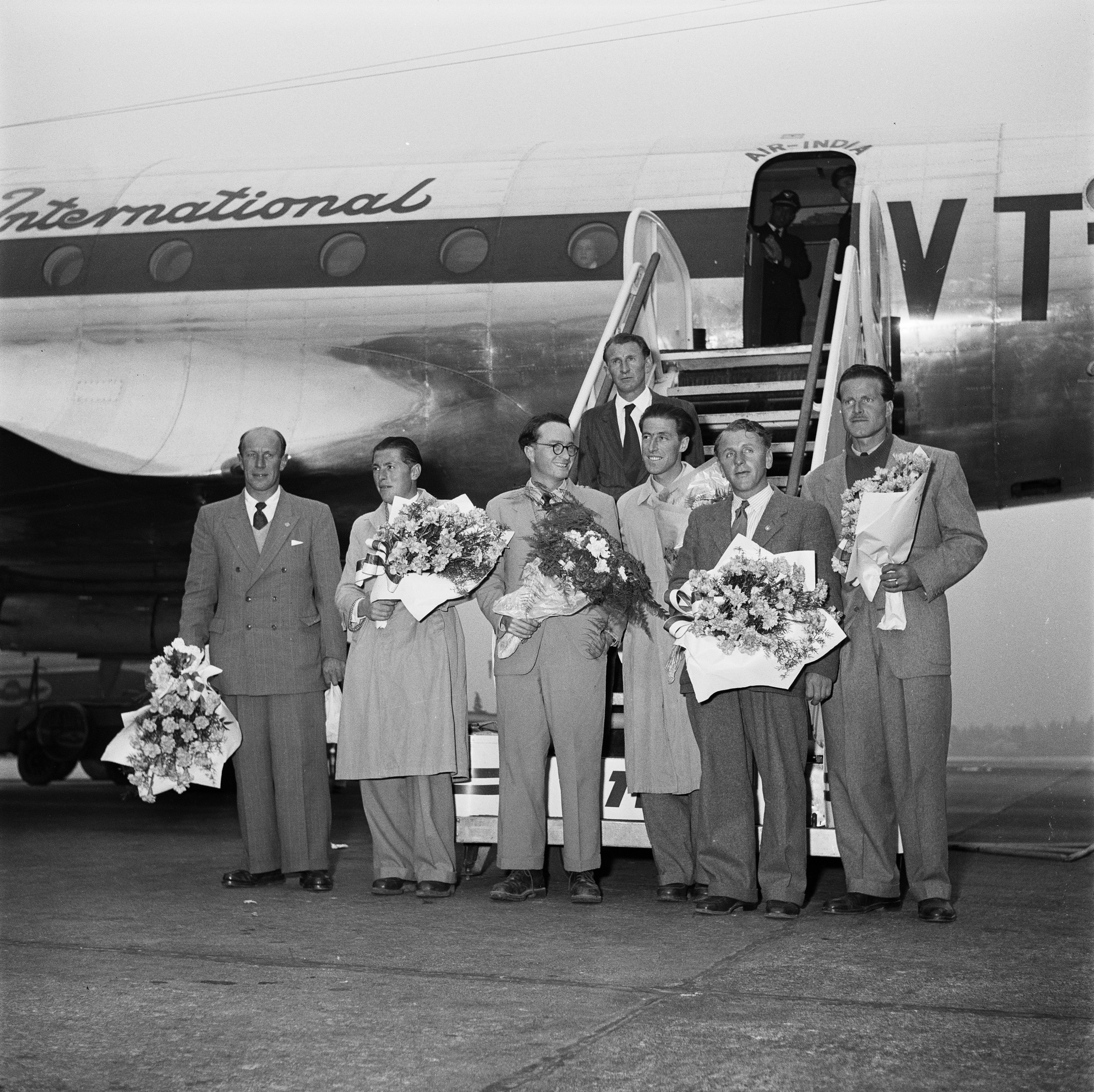
Die Schweizer Teilnehmer der Herbst-Expedition bei der Rückkehr am 1. November 1952 am Flughafen Genf. Von links: Raymond Lambert, Arthur Spöhel, Gabriel Chevalley, Ernst Reiss, Gustav Gross, Norman Dyhrenfurth. Hinten: Jean Buzio.

|                                    | Schweizer: Frühjahr 1952 | Briten: Frühjahr 1953            |
| ---------------------------------- | ------------------------ | -------------------------------- |
| Bergsteiger                        | 09                       | 12                               |
| Hochgebirgs-Sherpas                | 14                       | 28                               |
| Sauerstoff                         | 020.000 Liter            | 193.000 Liter                    |
| Gewicht der Vorräte und Ausrüstung | 4½ Tonnen (4570 kg)      | 7½ Tonnen (7615 kg)              |
| Ankunft in Namche                  | 14. April                | 25. März                         |
| Manntage am und über Südsattel     | 18                       | 33                               |
| Aufstieg zur Lhotse-Flanke         | Eis-Couloir ohne Lager   | Lhotse-Gletscher mit zwei Lagern |

## Expedition im Herbst 1952
Die zweite Genfer Expedition im Herbst 1952 fand erstmals nach der Monsunzeit statt. Sie wollte an den Erfolg vom Frühjahr anknüpfen und den Gipfel mit besseren Sauerstoffapparaten erreichen. Eine Gruppe mit Lambert, Tenzing und anderen schaffte es bis zum Südsattel, wurde aber durch extrem kaltes Wetter nach Erreichen von 8100 m am Südgrat zur Umkehr gezwungen.
Teilnehmer der Herbstexpedition waren: 
Gabriel Chevalley (Leiter und Expeditionsarzt), Ernst Reiss (Bergsteigerchef), Norman Dyhrenfurth (Film), Raymond Lambert, Jean Buzio, Arthur Spöhel (Bergführer, Fotograf), Gustave Gross (Bergführer), Tenzing Norgay (Sirdar).

## Gedächtnis-Expedition 2002
Raymond Lambert und Tenzing Norgay hatten 1952 an beiden Schweizer Expeditionen teilgenommen und im Frühjahr 1952 einen Höhenrekord aufgestellt. 50 Jahre später erreichten Lamberts Sohn Raymond und Tenzings Enkel Tashi bei einer Gedächtnis-Expedition gemeinsam den Gipfel des Everest. Begleitend entstand ein Schweizer Dokumentarfilm mit dem Titel Everest 1952–2002.

## Filme
- Mount Everest. Condor Films, Schweiz 1952, 76 Min. Kamera: André Roth, Norman G. Dyrenfurth. Ausschnitt auf YouTube (3:05 Min.)
 Englischer Titel: Man Against Mount Everest. Kurzfassung auf YouTube (8:49 Min.)
- Everest 1952–2002: Le rêve achevé (englischer Titel: Everest 1952–2002: Fulfilling the dream). Film von Stéphane Schaffter und Bernard Robert-Charrue. Schweiz 2002, 60 Min.[7]